# ۷۴۸ (قمری)
۷۴۸ (قمری)، هفتصد و چهل و هشتمین سال در گاهشماری هجری قمری است. اول محرم این سال برابر با بیست و یکم آوریل سال ۱۳۴۷ میلادی است.